# Marshall (Pennsylvania)
Marshall  è una township degli Stati Uniti d'America, nella contea di Allegheny nello Stato della Pennsylvania. Secondo il censimento del 2000 la popolazione è di 5.996 abitanti.

## Società

### Evoluzione demografica
La composizione etnica vede una prevalenza della razza bianca (95,90%) seguita da quella asiatica (2,22%).
| township di Marshall Popolazione |       |
| 2000                             | 5.996 |
| Stima al 01-07-07                | 6.420 |